# غريس درايتون
غريس درايتون (بالإنجليزية: Grace Drayton)‏ هي كاتبة قصص مصورة ورسامة توضيحية أمريكية، ولدت في 14 أكتوبر 1877 في فيلادلفيا في الولايات المتحدة، وتوفيت في 31 يناير 1936.